# Doug Aldrich
Doug Aldrich (ur. 19 lutego 1964 w Raleigh) – amerykański gitarzysta, w latach 2003–2014 członek Whitesnake. Współzałożyciel zespołu Burning Rain razem z Keithem St.Johnem. Od 2014 roku współtworzy supergrupę Revolution Saints. W latach 2015–2016 występował w zespole brytyjskiego wokalisty i basisty Glenna Hughesa. Aldrich współpracował ponadto z takimi zespołami i wykonawcami jak: Lion, Hurricane, Bad Moon Rising, Dio oraz Foreigner. Od 2016 roku gra w supergrupie The Dead Daisies.

## Dyskografia
| - Lion – Power Love (1986, Sounds Marketing System, Inc.) - Lion – Dangerous Attraction (1987, Scotti Brothers) - Minoru Niihara – One (1989, Nippon Columbia, gościnnie) - Lion – Trouble in Angel City (1989, Grand Slamm) - Doug Aldrich – Highcentered (1994, Canyon International) - MVP – Windows (1997, Pony Canyon Inc., gościnnie) - Doug Aldrich – Electrovision (1997, Canyon International) - Mark Boals – Ignition (1998, Frontiers Records, gościnnie) - Burning Rain – Burning Rain (1999, Pony Canyon Inc.) - Burning Rain – Pleasure to Burn (2000, Pony Canyon Inc.) - Doug Aldrich – Alter Ego (2001, Z Records) |  | - Dio – Killing the Dragon (2002, Spitfire Records) - Dio – Evil or Divine (2003, Eagle Vision) - Numbers from the Beast: An All Star Salute to Iron Maiden (2005, Rykodisc) - Whitesnake – Live in The Shadow Of The Blues (2006, Steamhammer) - Dio – Holy Diver – Live (2006, Eagle Records) - Tim „Ripper” Owens – Play My Game (2009, Steamhammer, gościnnie) - Derek Sherinian – Oceana (2011, Mascot Records, gościnnie) - Whitesnake – Forevermore (2011, Frontiers Records) - Alex De Rosso – Lions & Lambs (2013, DeFox Records, gościnnie) - Burning Rain – Epic Obsession (2013, Frontiers Records) - Wolfpakk – Rise of the Animal (2015, AFM Records, gościnnie) |

## Sprzęt[25][26]
Podczas występów z Whitesnake Doug korzysta najczęściej z gitar typu Les Paul, lecz czasem zdarza mu się sięgnąć po Stratocastera bądź Telecastera, których używał więcej razy podczas trasy z Dio. Doug stroi większość gitar o ton niżej (DGCFAd).
Gitary
- Gibson Les Paul Goldtop '57 (z przetwornikami Suhr Doug Aldrich Humbucker; modyfikowany przez Johna Suhra)
- Gibson Les Paul Custom 1987 (kremowa, z przetwornikami Suhr Doug Aldrich Humbucker oraz z progami Dunlop Jumbo)
- Gibson Les Paul Custom 1981 (czarna, z przetwornikami Suhr Doug Aldrich Humbucker)
- Gibson Les Paul Standard '58 (kolor honeyburst, z przetwornikami Doug Aldrich Humbucker, z tyłu korpusu wygrawerowane inicjały Jimmy’ego Page’a)
- Fender Stratocaster 1991 (z humbuckerem Seymour Duncan Holdsworth)
- Zemaitis Custom Built Metal Top (z przetwornikami Suhr Doug Aldrich Humbucker)
- Fender Telecaster

Wzmacniacze
- Marshall JMP 100 head
- Marshall Vintage Modern 2466 head
- Voodoo V-Rock head
- 3 paczki Marshalla 1960 4×12 na głośnikach Celestion Greenbacks (15 watów każdy)

Efekty
- Majik Box Doug Aldrich Rocket Fuel
- Boss TU-2 Tuner
- Dunlop Wah
- 2 TC Electronic G-Major 2
- Boss OD-2 Distortion

Struny
- Dunlop Custom Gauge 11-50